# 齐攻卫之战
齐攻卫之战，是春秋时期齐国攻打卫国的一系列戰爭。
卫惠公借助齐襄公之力夺位，其后卫国内乱不断。齐桓公也曾经对卫国用兵。卫国被赤狄攻克国都，齐桓公存邢救卫，帮助卫国复国。齐桓公死后，卫国为了援助鲁国便攻打齐国。前632年，晋文公与楚成王争霸的城濮之战后，齐国、卫国参加践土之盟，承认晋国的霸主地位。卫国距离晋国更近，因此更加依附于晋国但是在晋国霸权衰落时，齐国想要挑战晋国，这期间，齐宋两国的军事冲突，是齐国挑战晋国，卫国作为晋国组织的诸侯联军攻打齐国。春秋后期，卫国内乱不断，齐国也时常出兵干涉。

## 过程

### 卫惠公复位
卫惠公被卫国人驱赶出卫国。前691年正月，齐襄公发兵西进攻卫，以助卫惠公归国复位。鲁国大夫公子溺也擅自领兵会同齐军攻卫，齐、鲁两军遭到卫军的抵抗，无功而返。前689年冬，齐国又联合鲁国、宋国、陈国、蔡国四国再度攻卫。前688年夏，应邀救卫的周军未能阻止诸侯联军攻陷卫都，卫君黔牟逃到了周王城，卫惠公因此复位。

### 齐桓公伐卫
前667年，因为卫国曾拥王子穨做周天子，周惠王派召伯廖赐命齐桓公，要求他进攻卫国。前666年三月，齐桓公讨伐卫国，战胜，以周天子的名义责备卫国，取得了财货回国。

### 卫联鲁抗齐
前635年，卫国调停莒国和鲁国的关系。十二月，鲁僖公和卫成公、莒庆在洮地结盟，重温卫文公时代的旧好，和莒国讲和。前634年正月，鲁僖公会见莒兹丕公、卫国甯庄子，在向地结盟。重温洮地盟会的旧好。齐国对洮、向两次会盟不满，派军队进攻鲁国西部边境，夏，齐孝公进攻鲁国北部边境，卫国为了履行洮地的盟约，派军对攻打齐国。

### 卫助晋伐齐
前592年，晋国郤克出使齐国，被齐顷公侮辱，于是前591年春，晋景公、卫国的太子臧共同发兵进攻齐国，到达阳穀，齐顷公与晋景公在缯地会盟，晋军回国。前589年春，齐顷公攻打鲁国。四月，卫国孙良夫率军和齐军在新筑交战，卫军战败。六月，晋国郤克联合卫国孙良夫、曹国公子首、鲁国季孙行父、臧孙许、叔孙侨如、公孙婴齐率军在鞌之戰击败齐国，齐国重新服从晋国的霸权。
前558年，晋悼公去世后的三年内，齐国五次攻打鲁国。前555年，晋国执政中行偃纠合下，晋平公、鲁襄公、宋平公、卫殇公、郑简公、曹成公、莒犁比公、邾悼公、滕成公、薛献公、杞孝公、小邾穆公十二国联军在平阴之战大胜齐国，包围临淄。前554年春，诸侯在督扬结盟，晋国的栾鲂领兵跟从卫国的孙文子进攻齐国。五月，听到齐灵公去世，礼不伐丧，于是回军。冬，齐国和晋国讲和。

### 蒯聩之乱
晋国霸权衰落后，齐景公和卫灵公联合对付晋国。范氏中行氏之乱时，齐国、卫国支持晋国范氏和中行氏，晋国赵氏把流亡到晋国的卫太子蒯聩送到卫国戚地。前492年春，齐国国夏、卫国石曼姑围攻戚地。
晋国支持蒯聩即位后，蒯聩与赵鞅失和。前478年六月，赵鞅包围卫国。齐国的国观、陈瓘救援卫国，十月，蒯聩逃走，晋国立公孙般师为卫君。十二月，齐国进攻卫国，卫国请求讲和。齐国立了公子起为卫君，拘捕了般师回去，让他住在潞地。次年，卫国政变，卫君起流亡齐国。蒯聩之子卫出公从齐国返回卫国复位。前469年五月，卫出公被公孙弥牟赶出国都帝丘，他请求齐国、郑国派军支援。齐郑联军虽然取得一定战果，但是很快撤军，卫出公只好流亡越国。前407年，齐国与郑国在西城会盟，齐国攻克卫国贯丘（今山东省曹县西南）。